# Avenida Mariscal López (Ciudad del Este)
La Avenida Mariscal Francisco Solano López, conocida con su apócope Avenida Mcal. López, fue la antigua denominación de una de las avenidas más importantes de la capital altoparanaense, Ciudad del Este. Tras cruzar la jurisdicción de Hernandarias, se convertía en la "Supercarretera Itaipú" que va hacia la ciudad de Salto del Guairá. Este tramo ahora se fusionó con la Ruta Nacional PY-07, debido a la actualización de la red vial emitida por el Ministerio de Obras Públicas y Comunicaciones (MOPC), mediante la Resolución N° 1090/19 y Ley N° 5552/2016.

## Viabilidad
La Avenida Mariscal López es de doble sentido hasta el empalme en Hernandarias, donde la Supercarretera Itaipú sigue siendo de doble sentido, pero el número de carriles se reduce de 4 a 2.

## Sitios de interés
- Parroquia San Lucas
- Parque Salto del Guairá
- Departamento de Identificaciones
- Cooperativa Universitaria
- Parque Mbaracayú
- Hospital Regional de Ciudad del Este
- Cuerpo de Bomberos Voluntarios
- Secretaría Nacional Antidrogas